# حمیدیه (بولوادین)
حمیدیه (به ترکی استانبولی: Hamidiye) یک منطقهٔ مسکونی در ترکیه است که در بولوادین واقع شده‌است.